# Gabino Rey
Gabino Rey (* 8. Januar 1928 in Marín, Provinz Pontevedra; † 2. Mai 2006 in Barcelona) war ein spanischer Maler.
Der in Galicien geborene Rey zog während des spanischen Bürgerkrieges (1936 bis 1939) nach Barcelona. Dort war er Schüler des spanischen Malers Ramon Rogent.
Seine Werke wurden vor allem durch Darstellungen von Landschaften, Blumen und des Landlebens bekannt. Sein berühmtestes Gemälde El Port vom Hafen in Barcelona entstand 1977.
Gabino Reys Werke leben vor allem von der Lichtgestaltung, das brachte ihn den Beinamen maestro del aire y de la luz (Meister der Luft und des Lichts) ein.
Künstlerisch strebte Gabino Rey immer nach seinem Vorbild, Francisco de Goya, was in der von Rey verwendeten Technik deutlich wird, welcher aber unerreicht bleibt.
| Personendaten    | Personendaten                       |
| ---------------- | ----------------------------------- |
| NAME             | Rey, Gabino                         |
| KURZBESCHREIBUNG | spanischer Maler                    |
| GEBURTSDATUM     | 8. Januar 1928                      |
| GEBURTSORT       | Marín, Provinz Pontevedra, Galicien |
| STERBEDATUM      | 2. Mai 2006                         |
| STERBEORT        | Barcelona                           |